# Семинарио (Катанцаро)
Семинарио је насеље у Италији у округу Катанцаро, региону Калабрија.
Према процени из 2011. у насељу је живело 90 становника. Насеље се налази на надморској висини од 68 м.